# Sans Pression
 (octobre 2020).
SP du groupe Sans Pression, de son vrai nom Kamenga Mbikay, né en 1976 aux États-Unis, est un rappeur canadien, originaire de Montréal. Il est l'une des figures de proue du mouvement hip-hop québécois, membre du groupe de rap québécois Treizième étage. Il a souvent collaboré sur des albums de gens de son entourage, par exemple Yvon Krevé, Joe BG, Cobna, Philozoff et plus encore.

## Biographie

### Débuts
Kamenga est né en 1976, à Buffalo, aux États-Unis, de parents congolais, et a grandi à Sherbrooke, Saint-Bruno et Montréal. Déterminé à poursuivre une carrière musicale, Kamenga fonde le groupe Sans Pression, en compagnie d'un acolyte de longue date Ti-Kid Frodè alias Komokain. Le groupe est formé en 1997. 
Son premier album studio solo, 514-50 dans mon réseau, marque l’année 1999, et remporte le succès avec plus de 30 000 exemplaires vendues,. À cette période, il devient l'une des figures montantes du hip-hop québécois en parallèle à Yvon Krevé. La Presse canadienne considère 514-50 dans mon réseau comme l'un des cinq albums ayant défini le rap québécois. Il publie une seconde version de cet album dans le premier trimestre de 2004 où il y ajoutera certains morceaux.
En 2003, SP publie son deuxième album, Répliques aux offusqués, un album plus mûr, qui se retrouve rapidement premier à MusiquePlus grâce aux morceaux Derrière mon sourire et Pas le choix de foncer. Il connait, comme pour son premier album, un bon succès. Ti-Kid Frodè alias Komokain ne participera pas à ce projet et aux autres albums du groupe Sans Pression, en raison de certaines divergences.  SP s’associe à plusieurs campagnes publicitaires, telles que celles de Xbox et de Chrome Desjardins, et se voit attribuer le titre d’« Artiste du mois » sur MusiquePlus[réf. nécessaire]. Il interprète la bande sonore et prend la vedette dans les premières annonces C’est ça que j’M de McDonald's.

### 13 Deep Recordz
En 2004, SP fonde le label 13 Deep Recordz, avec son associé, producteur et gérant Jean-François Robert, ayant comme mission de contrôler tous les aspects de la production de disques et de spectacles et de soutenir d’autres artistes locaux, le tout de manière indépendante. Lors du gala de l'ADISQ, le groupe Loco Locass offre à SP son Félix pour l’album hip hop de l’année 2004, jugeant que c’est La Réplique aux offusqués, acclamé autant par les fans que la critique, qui mérite ce titre[réf. nécessaire]. 
En 2005, il assure la première partie du spectacle des Black Eyed Peas au Centre Bell devant 15 000 personnes, et fait 70 représentations de Nox, un spectacle interactif et multimédia au Centre des sciences de Montréal[réf. nécessaire]. En 2006, il publie un nouvel album avec Treizième étage, L’asphalte dans mon district. En 2007, SP se joint pour offrir une prestation au cours de l'été 2007, au Festival Urbain de Trois-Rivières. En 2008, il enregistre un album solo intitulé Si la tendance se maintient. SP continue de faire la tournée du Québec pour s’y produire partout, des écoles aux bars, accompagné du Treizième Étage. Enfin, il est toujours prêt à épauler ceux qui en ont besoin, et de nombreux organismes font appel à lui comme porte-parole. Il fait aussi apparition sur l'album La force du nombre (HHQC.com) en 2010 sur le titre Quand j'y pense avec Jenny Salgado et Koriass.
En août 2013, SP annonce via Facebook la sortie de son dernier album en carrière Vagabond ma religion en novembre 2013. Les deux premiers extraits, Le malin te guette et Vagabond ma religion font pressentir un retour aux sources pour l'artiste. Le premier mai 2017, SP diffuse sur YouTube une reprise de la chanson Shape of you de Ed Sheeran intitulée SP chu t'en amour avec le money.

## Discographie

### Albums studio
- 1998 : Territoire Hostile / Zone Sinistrée
- 1999 : 514-50 dans mon réseau
- 2003 : Répliques aux offusqués
- 2004 : Thirteen Deep vol.1
- 2008 : La tendance se maintient
- 2009 : Sexxxy client-elle
- 2013 : Vagabond ma religion
- 2015  : (S.P) Micro Drive-By
- 2018  : (S.P) French Amerikkka

### Albums collaboratifs
- 2006 : L'Asphalte dans mon district (avec Treizième étage)
- 2011 : T'inkiète (avec Treizième étage)

## Filmographie
- 2005 : Les années MontReal
- 2005 : Chronique urbaine